# Norden (Wielki Manchester)
Norden – wieś w Anglii, w hrabstwie ceremonialnym Wielki Manchester, w dystrykcie metropolitalnym Rochdale. Leży 18 km na północ od centrum miasta Manchester.